# Resclosa de les Goles de la Masada
La Resclosa de les Goles de la Masada són els vestigis d'una antiga resclosa a l'indret de les Goles de la Masada, a la Riera de Merlès. Pertany al municipi de Borredà (Berguedà) i està inclosa en l'Inventari del Patrimoni Arquitectònic de Catalunya.

## Descripció
Restes de la resclosa del molí fariner de les Goles de la Masada. Actualment només conservem els forats circulars excavats a la roca on s'encastava una resclosa de busca que embassava aigua i la portava al rec que menava al molí fariner del que no queda cap vestigi arquitectònic. Els forats tenen un diàmetre de 12 a 18 cm. i una profunditat de 20 a 25 cm.

## Història
Aquests forats de la resclosa semblen correspondre a un molí fariner de finals del s. X o començaments del s. XI.